# سحلبية العث
سحلبية العث هي جنس من نحو سبعين نوعًا من النباتات في الفصيلة السحلبية. السحلبُ في هذا الجنس نباتات أحادية المحور أو نباتات صخرية ذات جذور طويلة وخشنة وسيقان مورقة قصيرة وزهور مسطحة طويلة الأمد مرتبة في ساق مزهرة تتفرع غالبًا بالقرب من النهاية. مهد نباتات هذا الجنس الهند وتَيوان والصين وجنوب شرق آسية وغينية الجديدة وأسترالية مع وجود الغالبية في إندونيسيا والفلبين.

## الوصف
السحلبياتُ فيها نباتٌ أحادية المحور صخرية أحادي الوجود وأحيانًا أعشاب نباتية ذات جذور طويلة وخشنة ذاتُ مِشفاطات [الإنجليزية] وسيقان قصيرة ورقية مخبأة بقواعد أوراق متداخلة. عادة تنتظم الأوراق الكبيرة الجلدية المستطيلة إلى البيضاوية في صفين. تنتظم الزهور العطرة على مُنتَصب في شماريخ معلقة أو عثاكيل. الكؤوس والبتلات حرُّة وتنتشر على نطاق واسع بعيدًا عن بعضها البعض. عادة ما تكون الكؤوس الجانبية أكبر من الكبسولات الظهرية والبتلات أوسع بكثير من الكؤوس. ترتبط الشُّفَيَّة بقوة بالعمود [الإنجليزية] وهي ذاتُ ثلاثة فصوص. الفصوص الجانبية منتصبة متوازية أما الأوسط فقد يحتوي زوجًا من الزوائد أو الهوائيات.

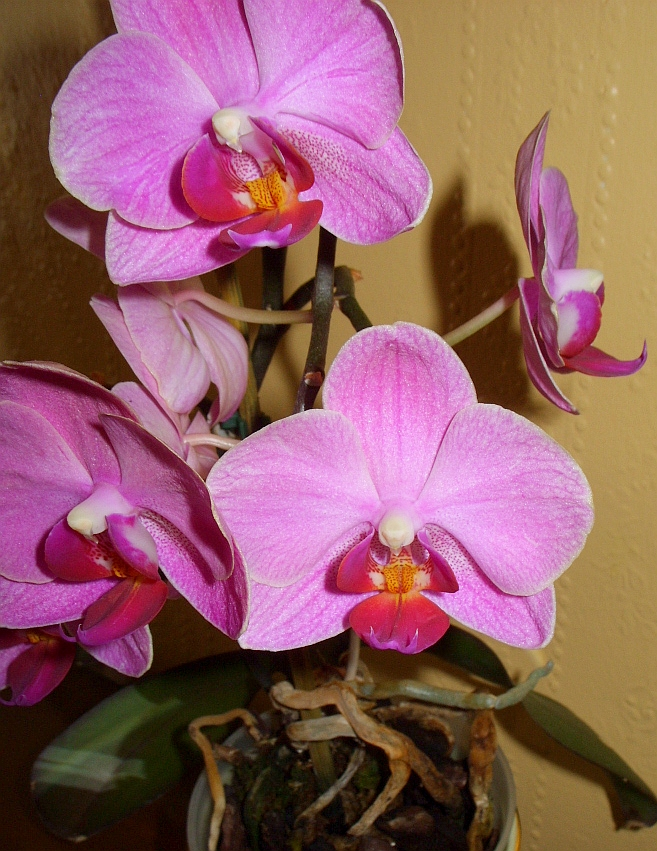
مُستنبت وردي

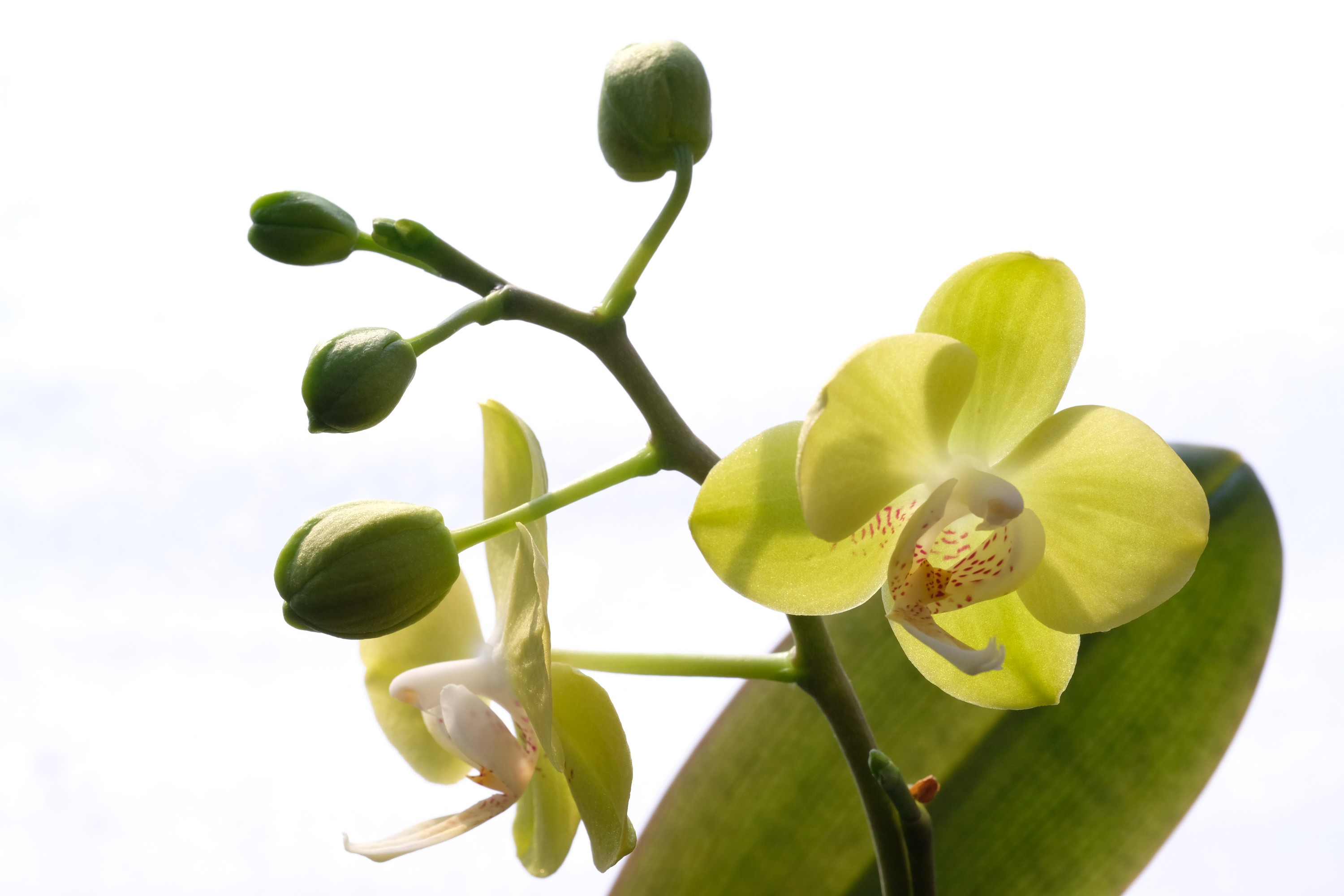
مستنبت أصفر مخضر

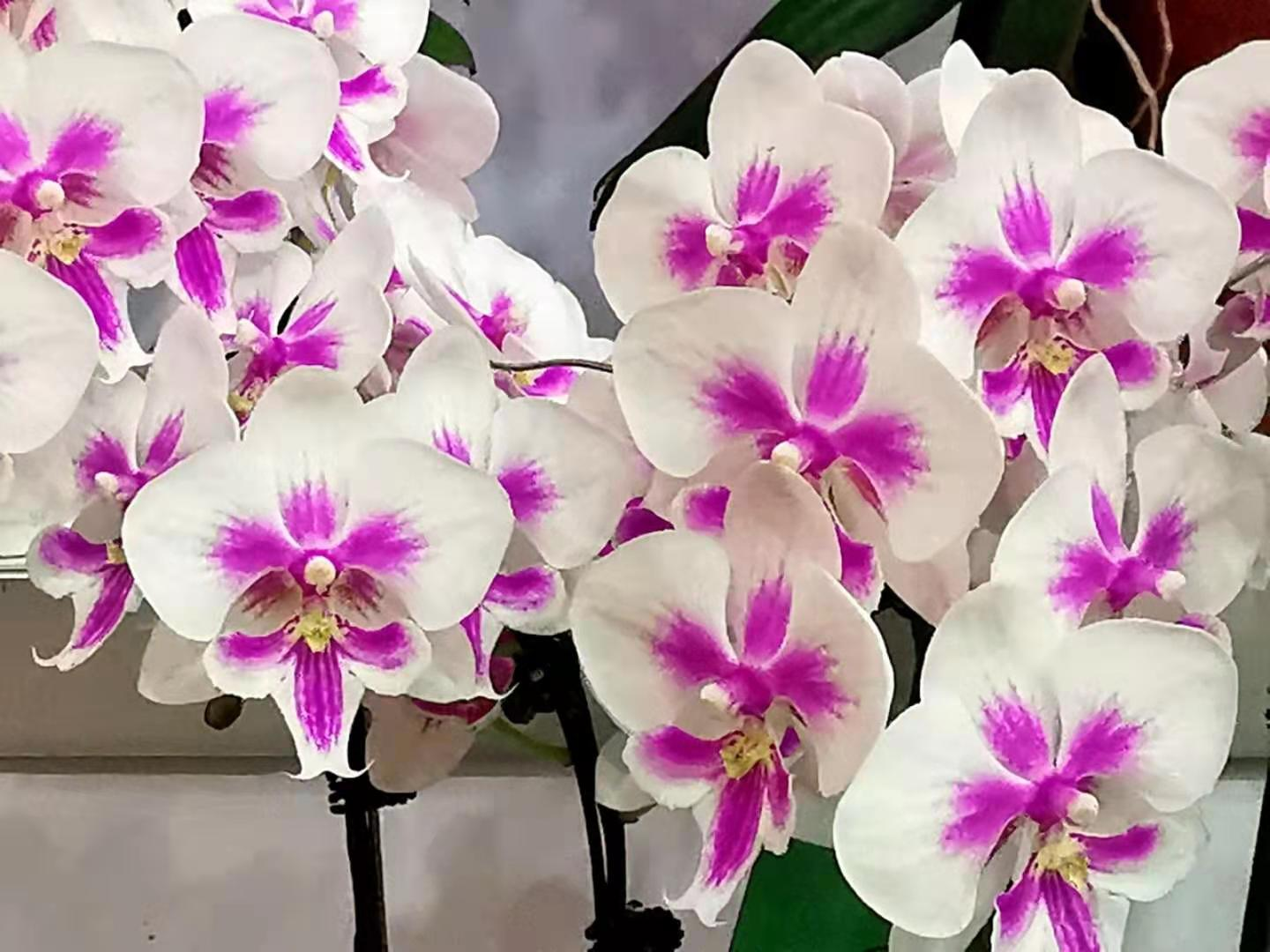